# Panama na Letnich Igrzyskach Paraolimpijskich 1992
Panama na Letnich Igrzyskach Paraolimpijskich 1992 w Barcelonie reprezentowało dwóch lekkoatletów. Był to debiut Panamy na igrzyskach paraolimpijskich. 
Reprezentanci Panamy zdobyli jeden złoty i dwa srebrne medale, co dało 38. miejsce w tabeli medalowej.

## Zdobyte medale
| Medal  | Zawodnik   | Dyscyplina    | Konkurencja            |
| ------ | ---------- | ------------- | ---------------------- |
| Złoto  | Said Gómez | Lekkoatletyka | bieg na 5000 metrów B3 |
| Srebro | Said Gómez | Lekkoatletyka | bieg na 800 metrów B3  |
| Srebro | Said Gómez | Lekkoatletyka | bieg na 1500 metrów B3 |

## Wyniki

### Lekkoatletyka
| Zawodnik       | Konkurencja            | Eliminacje | Eliminacje | Finał    | Finał   | Źródło |
| Zawodnik       | Konkurencja            | Rezultat   | Miejsce    | Rezultat | Miejsce | Źródło |
| -------------- | ---------------------- | ---------- | ---------- | -------- | ------- | ------ |
| Ernesto Archer | bieg na 800 metrów B1  | 2:15,47    | 2          | NQ       | NQ      | [ 3 ]  |
| Ernesto Archer | bieg na 1500 metrów B1 | 4:43,17    | 5          | NQ       | NQ      | [ 4 ]  |
| Said Gómez     | bieg na 800 metrów B3  | 2:00,61    | 1          | 1:55,67  | srebro  | [ 5 ]  |
| Said Gómez     | bieg na 1500 metrów B3 | —          | —          | 4:02,32  | srebro  | [ 6 ]  |
| Said Gómez     | bieg na 5000 metrów B3 | —          | —          | 15:06,17 | złoto   | [ 7 ]  |